# روبرتو لریسی
روبرتو لریسی (انگلیسی: Roberto Lerici; ۳۰ آوریل ۱۹۲۴ – ۴ مارس ۲۰۰۴) بازیکن فوتبال اهل ایتالیا بود.
از باشگاه‌هایی که در آن بازی کرده‌است می‌توان به باشگاه فوتبال اینتر میلان، باشگاه فوتبال اسپتزیا، باشگاه فوتبال آلساندریا، باشگاه فوتبال پیزا، و باشگاه فوتبال ویچنزا اشاره کرد.